# John Douglas (muzyk)
John James Douglas (ur. 11 lipca 1972 w Liverpoolu) – perkusista grupy Anathema.
Członek zespołu Anathema od początku jego powstania, z przerwą w okresie od czerwca 1997 do listopada 1998, spowodowaną walką z uzależnieniem od narkotyków. Oprócz instrumentów perkusyjnych gra też na gitarach i instrumentach klawiszowych.
Jego siostrą jest wokalistka Lee Douglas, od 1999 pojawiała się gościnnie na płytach Anathemy, a od 2010 była pełnoprawną członkinią grupy.
Jest kibicem klubu Everton F.C. w przeciwieństwie do innych członków Anathemy, którzy kibicowali Liverpoolowi.